# Magdalena Gessler
Magda Daria Gessler, de soltera Ikonowicz, (Varsovia, 10 de julio de 1953) es una restauradora polaca, propietaria y copropietaria de varios restaurantes. Presenta el programa Kuchenne rewolucje, versión polaca de Ramsay's Kitchen Nightmares (conocido en España como Pesadilla en la cocina), y también es miembro del jurado de la edición polaca de Masterchef (ambos programas emitidos por la cadena TVN). Además, es redactora jefe de smakizycia.pl.

## Biografía
Su padre, Mirosław Ikonowicz, polaco nacido en la provincia de Vilna y de ascendencia italiana (su madre era veneciana), fue corresponsal de la Agencia Polaca de Prensa (PAP: Polska Agencja Prasowa). Por otro lado, su hermano Peter Ikonowicz es abogado, periodista y político de izquierdas.
Magda pasó su infancia en Sofía y más tarde, en los años 60, se trasladó con su familia a La Habana. Después de varios años se mudaron a Madrid, donde se graduó en pintura en la Academia de Bellas Artes.
En los años 80, se casó con el alemán, Volkhart Müller, correspondal del periódico Der Spiegel en Madrid. Después de la muerte de este, en 1986, regresó a Polonia y se casó con Piotr Gessler, miembro de una familia de restauradores de Varsovia (hijo de Zbigniew Gessler y hermano de Adam Gessler). En 1991, la empresa familiar se escindió y el restaurante U Fukiera, en Varsovia, pasó a manos de Piotr y Magda Gessler.
A veces se la confunde con Marta Gessler, propietaria del restaurante Qchnia Artystyczna y de la floristería Warsztat Woni en Varsovia. Eso se debe a que ambas han sido esposas de Piotr Gessler.
Magdalena Gessler tiene dos hijos: un hijo, Tadeusz (nacido en 1983) de su primer matrimonio y una hija Lara (nacida en 1989) de su segundo matrimonio. Su pareja actual es Waldemar Kozerawski.
En 2008, hizo una aparición estelar en la serie Niania en el papel de ayudante doméstica (capítulo 106).
Desde marzo de 2010, presenta el programa Kuchenne rewolucje en TVN, cuyo objetivo es intentar rescatar restaurantes que se encuentran en apuros económicos.
En junio de 2005, publicó La cocina, mi pasión y en octubre de 2007 Me encanta cocinar - La receta de la vida de Magda Gessler. En noviembre de 2012 publicó un libro de recetas titulado Kuchenne Rewolucje. Las recetas de Magda Gessler.
Desde el 12 de junio de 2010 escribe una columna culinaria en la revista Wprost y desde el 5 de marzo de 2012 en Newsweek.
El 16 de diciembre de 2010 recibió un diploma del Ministerio de Agricultura por la promoción de los productos polacos.
También ha diseñado su propia colección de manteles y servilletas para la fábrica Lnu Żyrardów.
Desde el 2 de septiembre de 2012 ha sido miembro del jurado de la edición polaca de MasterChef.
Vive en Łomianki, cerca de Varsovia.
Su padrino era un amigo de la familia, Ryszard Kapuściński.
Se declara ortodoxa, entre otros, porque desde niña le ha fascinado dicha cultura y porque su madre, Olga Borkowska, es rusa.

## Premios y reconocimientos
En 2011, recibió una estatuilla Wiktor en la categoría "Mayor revelación televisiva".
En 2012 fue galardonada en la encuesta de Telekamery en la categoría de "Personalidad televisiva".
En 2013 recibió una estatuilla Plejada Top Ten en la categoría de "Siempre en la cumbre".
- Datos: Q6729795
- Multimedia: Magdalena Gessler / Q6729795